# Nauders
Nauders (in romancio: Danuder; in italiano Nodrio, desueto) è un comune austriaco di 1 560 abitanti nel distretto di Landeck, in Tirolo.

## Geografia fisica
Nauders è sito a 5 km dal passo di Resia e dal confine italiano, nell'alta Valle dell'Inn. Il comune si trova a 1394 m s.l.m. e si estende per 90,18 km². Il territorio comunale confina sia con l'Italia sia con la Svizzera; lungo la sua valle scorre il rio Gamor. Il comune costituisce un punto di collegamento tra Austria, Italia e Svizzera: dista 31 km da Serfaus, 28 da Malles Venosta e 26 da Scuol.

## Storia
Il paese fu un'importante stazione doganale lungo la Via Claudia Augusta già in epoca romana; nel II secolo è citato con il nome di "Inutrium". Compreso nella provincia romana della Rezia, rimase unito alla diocesi di Coira fino al 1919; amministrativamente era compreso nel comitato di Venosta (dal XII secolo contea del Tirolo) e pertanto fu compreso nella marca di Trento (776) e nel principato di Trento (dal 1028) per poi seguire le sorti della signoria tirolese. Il dialetto romancio vallader si è conservato a lungo (parzialmente fino al XVIII secolo). È l'unico comune appartenente alla Val Venosta (anche se non geograficamente) rimasto sotto sovranità austriaca dopo l'annessione dell'Alto Adige all'Italia nel 1919. Secondo il censimento del 1880, nel distretto giudiziario di Nauders vi erano ancora 8 italiani/romanci.

## Monumenti e luoghi d'interesse

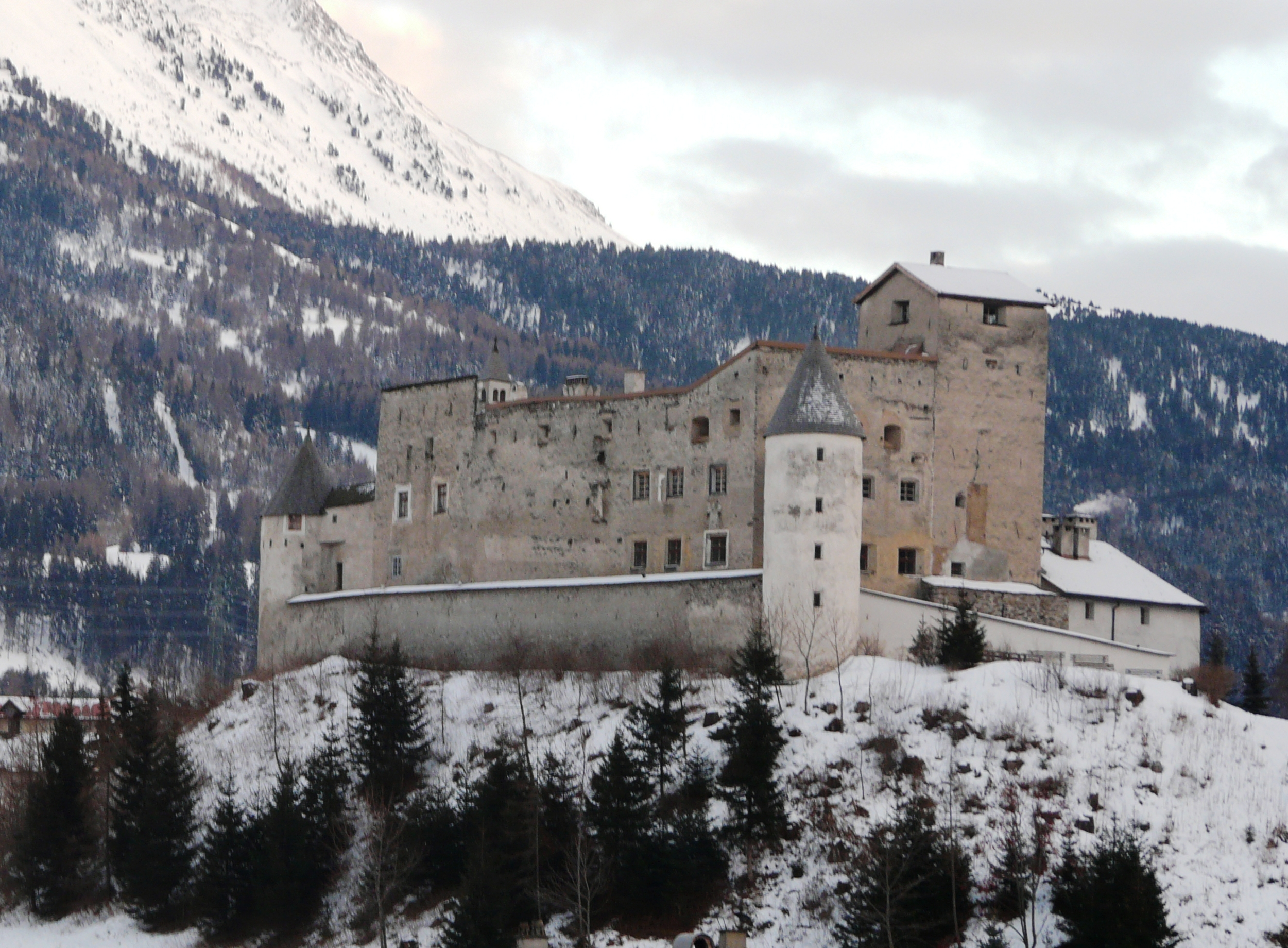
Il castello di Nauders

- Il castello di Nauders (Schloss Naudersberg) si trova nel centro del paese.
- Il forte Nauders (Strassensperre Nauders) è uno dei pochi forti austro-ungarici ancora completamente intatti.
- Il Finstermünz è un passaggio fortificato con funzione di dogana sul fiume Inn.

## Economia
Nauders oggi è un centro di artigianato e di villeggiatura.

## Amministrazione
| Periodo | Periodo   | Primo cittadino | Partito            | Carica      | Note |
| ------- | --------- | --------------- | ------------------ | ----------- | ---- |
| 2010    | 2015      | Robert Mair     |                    | Borgomastro |      |
| 2015    | in carica | Helmut Spöttl   | Liste Nauders (LN) | Borgomastro |      |

## Sport
Stazione sciistica, è attrezzata con piste di sci alpino sul Bergkastelspitze; ha ospitato tra l'altro varie tappe della Coppa Europa e i Campionati austriaci 2005. Nauders è protagonista, insieme alle stazioni del passo di Resia e di Vallelunga di Curon Venosta in territorio italiano, di un progetto di integrazione transfrontaliera.